# Філ Браянт
Дьюї Філліп «Філ» Браянт (англ. Dewey Phillip «Phil» Bryant; нар. 9 грудня 1954, Мурхед, Міссісіпі) — американський політик і професор Коледжу Міссісіпі, член Республіканської партії. Губернатор Міссісіпі від 2012 до 2020 року.
Здобув ступінь бакалавра в Університеті Південного Міссісіпі, пізніше — ступінь магістра в Коледжі Міссісіпі, де він викладає політичну історію штату.
1990 року його обрали до Палати представників Міссісіпі. 1996 року призначений аудитором штату, обіймав посаду до 2008 року. Віцегубернатор Міссісіпі (2008—2012).
Одружений, має двох дітей. Він і його сім'я є членами Об'єднаної методистської церкви.